# NHK Trophy
NHK Trophy (em japonês:  NHK杯国際フィギュアスケート競技大会) é uma competição internacional e anual de patinação artística disputado desde 1979, e que faz parte do calendário do Grand Prix ISU. A competição tem quatro eventos: individual masculino, individual feminino, duplas e dança no gelo.

## Edições
| Ano  | Edição | Cidade sede | Sênior | Sênior | Sênior | Sênior | Ref    |
| Ano  | Edição | Cidade sede | M      | F      | P      | D      | Ref    |
| ---- | ------ | ----------- | ------ | ------ | ------ | ------ | ------ |
| 1979 | 1.ª    | Tóquio      | •      | •      | •      | •      | [ 1 ]  |
| 1980 | 2.ª    | Saporo      | •      | •      | •      | •      | [ 2 ]  |
| 1981 | 3.ª    | Kobe        | •      | •      | •      | •      | [ 3 ]  |
| 1982 | 4.ª    | Tóquio      | •      | •      | •      | •      | [ 4 ]  |
| 1983 | —      | Saporo      | —      | —      | —      | —      | [ 5 ]  |
| 1984 | 5.ª    | Tóquio      | •      | •      | •      | •      | [ 6 ]  |
| 1985 | 6.ª    | Kobe        | •      | •      | •      | •      | [ 7 ]  |
| 1986 | 7.ª    | Tóquio      | •      | •      | •      | •      | [ 8 ]  |
| 1987 | 8.ª    | Kushiro     | •      | •      | •      | •      | [ 9 ]  |
| 1988 | 9.ª    | Tóquio      | •      | •      | •      | •      | [ 10 ] |
| 1989 | 10.ª   | Kobe        | •      | •      | •      | •      | [ 11 ] |
| 1990 | 11.ª   | Asahikawa   | •      | •      | •      | •      | [ 12 ] |
| 1991 | 12.ª   | Hiroshima   | •      | •      | •      | •      | [ 13 ] |
| 1992 | 13.ª   | Tóquio      | •      | •      | •      | •      | [ 14 ] |
| 1993 | 14.ª   | Chiba       | •      | •      | •      | •      | [ 15 ] |
| 1994 | 15.ª   | Morioka     | •      | •      | •      | •      | [ 16 ] |
| 1995 | 16.ª   | Nagoya      | •      | •      | •      | •      | [ 17 ] |
| 1996 | 17.ª   | Osaka       | •      | •      | •      | •      | [ 18 ] |
| 1997 | 18.ª   | Nagano      | •      | •      | •      | •      | [ 19 ] |
| 1998 | 19.ª   | Saporo      | •      | •      | •      | •      | [ 20 ] |
| 1999 | 20.ª   | Nagoya      | •      | •      | •      | •      | [ 21 ] |
| 2000 | 21.ª   | Asahikawa   | •      | •      | •      | •      | [ 22 ] |
| 2001 | 22.ª   | Kumamoto    | •      | •      | •      | •      | [ 23 ] |
| 2002 | 23.ª   | Quioto      | •      | •      | •      | •      | [ 24 ] |
| 2003 | 24.ª   | Asahikawa   | •      | •      | •      | •      | [ 25 ] |
| 2004 | 25.ª   | Nagoya      | •      | •      | •      | •      | [ 26 ] |
| 2005 | 26.ª   | Osaka       | •      | •      | •      | •      | [ 27 ] |
| 2006 | 27.ª   | Nagano      | •      | •      | •      | •      | [ 28 ] |
| 2007 | 28.ª   | Sendai      | •      | •      | •      | •      | [ 29 ] |
| 2008 | 29.ª   | Tóquio      | •      | •      | •      | •      | [ 30 ] |
| 2009 | 30.ª   | Nagano      | •      | •      | •      | •      | [ 31 ] |
| 2010 | 31.ª   | Nagoya      | •      | •      | •      | •      | [ 32 ] |
| 2011 | 32.ª   | Saporo      | •      | •      | •      | •      | [ 33 ] |
| 2012 | 33.ª   | Sendai      | •      | •      | •      | •      | [ 34 ] |
| 2013 | 34.ª   | Tóquio      | •      | •      | •      | •      | [ 35 ] |
| 2014 | 35.ª   | Osaka       | •      | •      | •      | •      | [ 36 ] |
| 2015 | 36.ª   | Nagano      | •      | •      | •      | •      | [ 37 ] |
| 2016 | 37.ª   | Saporo      | •      | •      | •      | •      | [ 38 ] |
| 2017 | 38.ª   | Osaka       | •      | •      | •      | •      | [ 39 ] |
| 2017 | 39.ª   | Hiroshima   | •      | •      | •      | •      | [ 40 ] |

Legenda
- Parte do Grand Prix ISU

## Lista de medalhistas

### Individual masculino
| Evento                    | Ouro                                                                                       | Prata                                                                                      | Bronze                                                                                     |
| Tóquio 1979 (detalhes)    | Robin Cousins · Reino Unido                                                                | Fumio Igarashi · Japão                                                                     | David Santee · Estados Unidos                                                              |
| Saporo 1980 (detalhes)    | Fumio Igarashi · Japão                                                                     | Robert Wagenhoffer · Estados Unidos                                                        | Allen Schramm · Estados Unidos                                                             |
| Kobe 1981 (detalhes)      | Fumio Igarashi · Japão                                                                     | Norbert Schramm · Alemanha Ocidental                                                       | Jean-Christophe Simond · França                                                            |
| Tóquio 1982 (detalhes)    | Scott Hamilton · Estados Unidos                                                            | Alexander Fadeev · União Soviética                                                         | Grzegorz Filipowski · Polônia                                                              |
| Saporo 1983               | Competição realizada como Campeonato Mundial Júnior de Patinação Artística no Gelo de 1984 | Competição realizada como Campeonato Mundial Júnior de Patinação Artística no Gelo de 1984 | Competição realizada como Campeonato Mundial Júnior de Patinação Artística no Gelo de 1984 |
| Tóquio 1984 (detalhes)    | Alexander Fadeev · União Soviética                                                         | Brian Orser · Canadá                                                                       | Brian Boitano · Estados Unidos                                                             |
| Kobe 1985 (detalhes)      | Brian Boitano · Estados Unidos                                                             | Brian Orser · Canadá                                                                       | Viktor Petrenko · União Soviética                                                          |
| Tóquio 1986 (detalhes)    | Angelo D'Agostino · Estados Unidos                                                         | Makoto Kano · Japão                                                                        | Philippe Roncoli · França                                                                  |
| Kushiro 1987 (detalhes)   | Christopher Bowman · Estados Unidos                                                        | Paul Wylie · Estados Unidos                                                                | Makoto Kano · Japão                                                                        |
| Tóquio 1988 (detalhes)    | Alexander Fadeev · União Soviética                                                         | Petr Barna · Tchecoslováquia                                                               | Kurt Browning · Canadá                                                                     |
| Kobe 1989 (detalhes)      | Viktor Petrenko · União Soviética                                                          | Alexander Fadeev · União Soviética                                                         | Kurt Browning · Canadá                                                                     |
| Asahikawa 1990 (detalhes) | Viktor Petrenko · União Soviética                                                          | Grzegorz Filipowski · Polônia                                                              | Viacheslav Zagorodniuk · União Soviética                                                   |
| Hiroshima 1991 (detalhes) | Grzegorz Filipowski · Polônia                                                              | Viacheslav Zagorodniuk · União Soviética                                                   | Alexei Urmanov · União Soviética                                                           |
| Tóquio 1992 (detalhes)    | Philippe Candeloro · França                                                                | Elvis Stojko · Canadá                                                                      | Alexei Urmanov · Rússia                                                                    |
| Chiba 1993 (detalhes)     | Philippe Candeloro · França                                                                | Viacheslav Zagorodniuk · Ucrânia                                                           | Alexei Urmanov · Rússia                                                                    |
| Morioka 1994 (detalhes)   | Todd Eldredge · Estados Unidos                                                             | Philippe Candeloro · França                                                                | Viacheslav Zagorodniuk · Ucrânia                                                           |
| Nagoya 1995 (detalhes)    | Elvis Stojko · Canadá                                                                      | Igor Pashkevich · Rússia                                                                   | Philippe Candeloro · França                                                                |
| Osaka 1996 (detalhes)     | Elvis Stojko · Canadá                                                                      | Ilia Kulik · Rússia                                                                        | Dmitri Dmitrenko · Ucrânia                                                                 |
| Nagano 1997 (detalhes)    | Ilia Kulik · Rússia                                                                        | Scott Davis · Estados Unidos                                                               | Guo Zhengxin · China                                                                       |
| Saporo 1998 (detalhes)    | Evgeni Plushenko · Rússia                                                                  | Takeshi Honda · Japão                                                                      | Andrejs Vlascenko · Alemanha                                                               |
| Nagoya 1999 (detalhes)    | Evgeni Plushenko · Rússia                                                                  | Timothy Goebel · Estados Unidos                                                            | Ilia Klimkin · Rússia                                                                      |
| Asahikawa 2000 (detalhes) | Evgeni Plushenko · Rússia                                                                  | Ilia Klimkin · Rússia                                                                      | Li Chengjiang · China                                                                      |
| Kumamoto 2001 (detalhes)  | Takeshi Honda · Japão                                                                      | Jeffrey Buttle · Canadá                                                                    | Ivan Dinev · Bulgária                                                                      |
| Quioto 2002 (detalhes)    | Ilia Klimkin · Rússia                                                                      | Takeshi Honda · Japão                                                                      | Li Chengjiang · China                                                                      |
| Asahikawa 2003 (detalhes) | Jeffrey Buttle · Canadá                                                                    | Timothy Goebel · Estados Unidos                                                            | Gao Song · China                                                                           |
| Nagoya 2004 (detalhes)    | Johnny Weir · Estados Unidos                                                               | Timothy Goebel · Estados Unidos                                                            | Frederic Dambier · França                                                                  |
| Osaka 2005 (detalhes)     | Nobunari Oda · Japão                                                                       | Evan Lysacek · Estados Unidos                                                              | Daisuke Takahashi · Japão                                                                  |
| Nagano 2006 (detalhes)    | Daisuke Takahashi · Japão                                                                  | Nobunari Oda · Japão                                                                       | Takahiko Kozuka · Japão                                                                    |
| Sendai 2007 (detalhes)    | Daisuke Takahashi · Japão                                                                  | Tomáš Verner · República Tcheca                                                            | Stephen Carriere · Estados Unidos                                                          |
| Tóquio 2008 (detalhes)    | Nobunari Oda · Japão                                                                       | Johnny Weir · Estados Unidos                                                               | Yannick Ponsero · França                                                                   |
| Nagano 2009 (detalhes)    | Brian Joubert · França                                                                     | Johnny Weir · Estados Unidos                                                               | Michal Březina · República Tcheca                                                          |
| Nagoya 2010 (detalhes)    | Daisuke Takahashi · Japão                                                                  | Jeremy Abbott · Estados Unidos                                                             | Florent Amodio · França                                                                    |
| Saporo 2011 (detalhes)    | Daisuke Takahashi · Japão                                                                  | Takahiko Kozuka · Japão                                                                    | Ross Miner · Estados Unidos                                                                |
| Sendai 2012 (detalhes)    | Yuzuru Hanyu · Japão                                                                       | Daisuke Takahashi · Japão                                                                  | Ross Miner · Estados Unidos                                                                |
| Tóquio 2013 (detalhes)    | Daisuke Takahashi · Japão                                                                  | Nobunari Oda · Japão                                                                       | Jeremy Abbott · Estados Unidos                                                             |
| Osaka 2014 (detalhes)     | Daisuke Murakami · Japão                                                                   | Sergei Voronov · Rússia                                                                    | Takahito Mura · Japão                                                                      |
| Nagano 2015 (detalhes)    | Yuzuru Hanyu · Japão                                                                       | Jin Boyang · China                                                                         | Takahito Mura · Japão                                                                      |
| Saporo 2016 (detalhes)    | Yuzuru Hanyu · Japão                                                                       | Nathan Chen · Estados Unidos                                                               | Keiji Tanaka · Japão                                                                       |
| Osaka 2017 (detalhes)     | Sergei Voronov · Rússia                                                                    | Adam Rippon · Estados Unidos                                                               | Alexei Bychenko · Israel                                                                   |
| Hiroshima 2018 (detalhes) | Shoma Uno · Japão                                                                          | Sergei Voronov · Rússia                                                                    | Matteo Rizzo · Itália                                                                      |
| Referências:              |                                                                                            |                                                                                            |                                                                                            |

### Individual feminino
| Evento                    | Ouro                                                                                       | Prata                                                                                      | Bronze                                                                                     |
| Tóquio 1979 (detalhes)    | Emi Watanabe · Japão                                                                       | Lisa-Marie Allen · Estados Unidos                                                          | Sandy Lenz · Estados Unidos                                                                |
| Saporo 1980 (detalhes)    | Denise Biellmann · Suíça                                                                   | Katarina Witt · Alemanha Oriental                                                          | Melissa Thomas · Estados Unidos                                                            |
| Kobe 1981 (detalhes)      | Katarina Wegelius · Finlândia                                                              | Vikki de Vries · Estados Unidos                                                            | Charlene Wong · Canadá                                                                     |
| Tóquio 1982 (detalhes)    | Katarina Witt · Alemanha Oriental                                                          | Rosalynn Sumners · Estados Unidos                                                          | Tiffany Chin · Estados Unidos                                                              |
| Saporo 1983               | Competição realizada como Campeonato Mundial Júnior de Patinação Artística no Gelo de 1984 | Competição realizada como Campeonato Mundial Júnior de Patinação Artística no Gelo de 1984 | Competição realizada como Campeonato Mundial Júnior de Patinação Artística no Gelo de 1984 |
| Tóquio 1984 (detalhes)    | Midori Ito · Japão                                                                         | Debi Thomas · Estados Unidos                                                               | Juri Ozawa · Japão                                                                         |
| Kobe 1985 (detalhes)      | Midori Ito · Japão                                                                         | Cynthia Coull · Canadá                                                                     | Juri Ozawa · Japão                                                                         |
| Tóquio 1986 (detalhes)    | Katarina Witt · Alemanha Oriental                                                          | Midori Ito · Japão                                                                         | Juri Ozawa · Japão                                                                         |
| Kushiro 1987 (detalhes)   | Katarina Witt · Alemanha Oriental                                                          | Midori Ito · Japão                                                                         | Tonya Harding · Estados Unidos                                                             |
| Tóquio 1988 (detalhes)    | Midori Ito · Japão                                                                         | Kristi Yamaguchi · Estados Unidos                                                          | Marina Kielmann · Alemanha Ocidental                                                       |
| Kobe 1989 (detalhes)      | Midori Ito · Japão                                                                         | Kristi Yamaguchi · Estados Unidos                                                          | Tonia Kwiatkowski · Estados Unidos                                                         |
| Asahikawa 1990 (detalhes) | Midori Ito · Japão                                                                         | Tonya Harding · Estados Unidos                                                             | Larisa Zamotina · União Soviética                                                          |
| Hiroshima 1991 (detalhes) | Midori Ito · Japão                                                                         | Surya Bonaly · França                                                                      | Chen Lu · China                                                                            |
| Tóquio 1992 (detalhes)    | Surya Bonaly · França                                                                      | Kumiko Koiwai · Japão                                                                      | Yuka Sato · Japão                                                                          |
| Chiba 1993 (detalhes)     | Surya Bonaly · França                                                                      | Yuka Sato · Japão                                                                          | Chen Lu · China                                                                            |
| Morioka 1994 (detalhes)   | Chen Lu · China                                                                            | Surya Bonaly · França                                                                      | Junko Yaginuma · Japão                                                                     |
| Nagoya 1995 (detalhes)    | Chen Lu · China                                                                            | Hanae Yokoya · Japão                                                                       | Olga Markova · Rússia                                                                      |
| Osaka 1996 (detalhes)     | Maria Butyrskaya · Rússia                                                                  | Tonia Kwiatkowski · Estados Unidos                                                         | Yulia Vorobieva · Azerbaijão                                                               |
| Nagano 1997 (detalhes)    | Tanja Szewczenko · Alemanha                                                                | Maria Butyrskaya · Rússia                                                                  | Chen Lu · China                                                                            |
| Saporo 1998 (detalhes)    | Tatiana Malinina · Uzbequistão                                                             | Irina Slutskaya · Rússia                                                                   | Fumie Suguri · Japão                                                                       |
| Nagoya 1999 (detalhes)    | Maria Butyrskaya · Rússia                                                                  | Victoria Volchkova · Rússia                                                                | Tatiana Malinina · Uzbequistão                                                             |
| Asahikawa 2000 (detalhes) | Irina Slutskaya · Rússia                                                                   | Maria Butyrskaya · Rússia                                                                  | Tatiana Malinina · Uzbequistão                                                             |
| Kumamoto 2001 (detalhes)  | Tatiana Malinina · Uzbequistão                                                             | Yoshie Onda · Japão                                                                        | Elena Liashenko · Ucrânia                                                                  |
| Quioto 2002 (detalhes)    | Yoshie Onda · Japão                                                                        | Irina Slutskaya · Rússia                                                                   | Shizuka Arakawa · Japão                                                                    |
| Asahikawa 2003 (detalhes) | Fumie Suguri · Japão                                                                       | Elena Liashenko · Ucrânia                                                                  | Yoshie Onda · Japão                                                                        |
| Nagoya 2004 (detalhes)    | Shizuka Arakawa · Japão                                                                    | Miki Ando · Japão                                                                          | Elena Sokolova · Rússia                                                                    |
| Osaka 2005 (detalhes)     | Yukari Nakano · Japão                                                                      | Fumie Suguri · Japão                                                                       | Elena Liashenko · Ucrânia                                                                  |
| Nagano 2006 (detalhes)    | Mao Asada · Japão                                                                          | Fumie Suguri · Japão                                                                       | Yukari Nakano · Japão                                                                      |
| Sendai 2007 (detalhes)    | Carolina Kostner · Itália                                                                  | Sarah Meier · Suíça                                                                        | Nana Takeda · Japão                                                                        |
| Tóquio 2008 (detalhes)    | Mao Asada · Japão                                                                          | Akiko Suzuki · Japão                                                                       | Yukari Nakano · Japão                                                                      |
| Nagano 2009 (detalhes)    | Miki Ando · Japão                                                                          | Alena Leonova · Rússia                                                                     | Ashley Wagner · Estados Unidos                                                             |
| Nagoya 2010 (detalhes)    | Carolina Kostner · Itália                                                                  | Rachael Flatt · Estados Unidos                                                             | Kanako Murakami · Japão                                                                    |
| Saporo 2011 (detalhes)    | Akiko Suzuki · Japão                                                                       | Mao Asada · Japão                                                                          | Alena Leonova · Rússia                                                                     |
| Sendai 2012 (detalhes)    | Mao Asada · Japão                                                                          | Akiko Suzuki · Japão                                                                       | Mirai Nagasu · Estados Unidos                                                              |
| Tóquio 2013 (detalhes)    | Mao Asada · Japão                                                                          | Elena Radionova · Rússia                                                                   | Akiko Suzuki · Japão                                                                       |
| Osaka 2014 (detalhes)     | Gracie Gold · Estados Unidos                                                               | Alena Leonova · Rússia                                                                     | Satoko Miyahara · Japão                                                                    |
| Nagano 2015 (detalhes)    | Satoko Miyahara · Japão                                                                    | Courtney Hicks · Estados Unidos                                                            | Mao Asada · Japão                                                                          |
| Saporo 2016 (detalhes)    | Anna Pogorilaya · Rússia                                                                   | Satoko Miyahara · Japão                                                                    | Maria Sotskova · Rússia                                                                    |
| Osaka 2017 (detalhes)     | Evgenia Medvedeva · Rússia                                                                 | Carolina Kostner · Itália                                                                  | Polina Tsurskaya · Rússia                                                                  |
| Hiroshima 2018 (detalhes) | Rika Kihira · Japão                                                                        | Satoko Miyahara · Japão                                                                    | Elizaveta Tuktamysheva · Rússia                                                            |
| Referências:              |                                                                                            |                                                                                            |                                                                                            |

### Duplas
| Evento                    | Ouro                                                                                       | Prata                                                                                      | Bronze                                                                                     |
| Tóquio 1979 (detalhes)    | Irina Vorobieva · Igor Lisovsky · União Soviética                                          | Vicki Heasley · Robert Waggenhoffer · Estados Unidos                                       | Sheryl Franks · Michael Botticelli · Estados Unidos                                        |
| Saporo 1980 (detalhes)    | Barbara Underhill · Paul Martini · Canadá                                                  | Maria DiDomenico · Burt Lancon · Estados Unidos                                            | Toshimi Ito · Takashi Mura · Japão                                                         |
| Kobe 1981 (detalhes)      | Kitty Carruthers · Peter Carruthers · Estados Unidos                                       | Birgit Lorenz · Knut Schubert · Alemanha Oriental                                          | Maria DiDomenico · Burt Lancon · Estados Unidos                                            |
| Tóquio 1982 (detalhes)    | Barbara Underhill · Paul Martini · Canadá                                                  | Irina Vorobieva · Igor Lisovsky · União Soviética                                          | Marina Avstriskaya · Yuri Kvashnin · União Soviética                                       |
| Saporo 1983               | Competição realizada como Campeonato Mundial Júnior de Patinação Artística no Gelo de 1984 | Competição realizada como Campeonato Mundial Júnior de Patinação Artística no Gelo de 1984 | Competição realizada como Campeonato Mundial Júnior de Patinação Artística no Gelo de 1984 |
| Tóquio 1984 (detalhes)    | Veronika Pershina · Marat Akbarov · União Soviética                                        | Birgit Lorenz · Knut Schubert · Alemanha Oriental                                          | Cynthia Coull · Mark Rowsom · Canadá                                                       |
| Kobe 1985 (detalhes)      | Gillian Wachsman · Todd Waggoner · Estados Unidos                                          | Veronika Pershina · Marat Akbarov · União Soviética                                        | Denise Benning · Lyndon Johnston · Canadá                                                  |
| Tóquio 1986 (detalhes)    | Elena Valova · Oleg Vassiliev · União Soviética                                            | Jill Watson · Peter Oppegard · Estados Unidos                                              | Natalie Seybold · Wayne Seybold · Estados Unidos                                           |
| Kushiro 1987 (detalhes)   | Elena Leonova · Gennady Krasnitsky · União Soviética                                       | Gillian Wachsman · Todd Waggoner · Estados Unidos                                          | Katy Keely · Joseph Mero · Estados Unidos                                                  |
| Tóquio 1988 (detalhes)    | Larissa Selezneva · Oleg Makarov · União Soviética                                         | Elena Bechke · Denis Petrov · União Soviética                                              | Kristi Yamaguchi · Rudy Galindo · Estados Unidos                                           |
| Kobe 1989 (detalhes)      | Ekaterina Gordeeva · Sergei Grinkov · União Soviética                                      | Larissa Selezneva · Oleg Makarov · União Soviética                                         | Christine Hough · Doug Ladret · Canadá                                                     |
| Asahikawa 1990 (detalhes) | Elena Bechke · Denis Petrov · União Soviética                                              | Isabelle Brasseur · Lloyd Eisler · Canadá                                                  | Natalia Mishkutionok · Artur Dmitriev · União Soviética                                    |
| Hiroshima 1991 (detalhes) | Evgenia Shishkova · Vadim Naumov · União Soviética                                         | Radka Kovarikova · Rene Novotny · Tchecoslováquia                                          | Marina Eltsova · Andrei Bushkov · União Soviética                                          |
| Tóquio 1992 (detalhes)    | Evgenia Shishkova · Vadim Naumov · Rússia                                                  | Marina Eltsova · Andrei Bushkov · Rússia                                                   | Calla Urbanski · Rocky Marval · Estados Unidos                                             |
| Chiba 1993 (detalhes)     | Isabelle Brasseur · Lloyd Eisler · Canadá                                                  | Radka Kovarikova · Rene Novotny · República Tcheca                                         | Yukiko Kawasaki · Alexei Tikhonov · Japão                                                  |
| Morioka 1994 (detalhes)   | Marina Eltsova · Andrei Bushkov · Rússia                                                   | Radka Kovarikova · Rene Novotny · República Tcheca                                         | Mandy Wotzel · Ingo Steuer · Alemanha                                                      |
| Nagoya 1995 (detalhes)    | Evgenia Shishkova · Vadim Naumov · Rússia                                                  | Mandy Wotzel · Ingo Steuer · Alemanha                                                      | Natalia Krestianinova · Alexei Torchinsky · Rússia                                         |
| Osaka 1996 (detalhes)     | Jenni Meno · Todd Sand · Estados Unidos                                                    | Evgenia Shishkova · Vadim Naumov · Rússia                                                  | Kyoko Ina · Jason Dungjen · Estados Unidos                                                 |
| Nagano 1997 (detalhes)    | Shen Xue · Zhao Hongbo · China                                                             | Jenni Meno · Todd Sand · Estados Unidos                                                    | Peggy Schwartz · Mirko Muller · Alemanha                                                   |
| Saporo 1998 (detalhes)    | Elena Berezhnaya · Anton Sikharulidze · Rússia                                             | Shen Xue · Zhao Hongbo · China                                                             | Jamie Sale · David Pelletier · Canadá                                                      |
| Nagoya 1999 (detalhes)    | Maria Petrova · Alexei Tikhonov · Rússia                                                   | Sarah Abitbol · Stephane Bernadis · França                                                 | Dorota Zagorska · Mariusz Siudek · Polônia                                                 |
| Asahikawa 2000 (detalhes) | Shen Xue · Zhao Hongbo · China                                                             | Sarah Abitbol · Stephane Bernadis · França                                                 | Maria Petrova · Alexei Tikhonov · Rússia                                                   |
| Kumamoto 2001 (detalhes)  | Shen Xue · Zhao Hongbo · China                                                             | Maria Petrova · Alexei Tikhonov · Rússia                                                   | Dorota Zagorska · Mariusz Siudek · Polônia                                                 |
| Quioto 2002 (detalhes)    | Shen Xue · Zhao Hongbo · China                                                             | Dorota Zagorska · Mariusz Siudek · Polônia                                                 | Anabelle Langlois · Patrice Archetto · Canadá                                              |
| Asahikawa 2003 (detalhes) | Maria Petrova · Alexei Tikhonov · Rússia                                                   | Anabelle Langlois · Patrice Archetto · Canadá                                              | Dorota Zagorska · Mariusz Siudek · Polônia                                                 |
| Nagoya 2004 (detalhes)    | Maria Petrova · Alexei Tikhonov · Rússia                                                   | Pang Qing · Tong Jian · China                                                              | Dorota Zagorska · Mariusz Siudek · Polônia                                                 |
| Osaka 2005 (detalhes)     | Zhang Dan · Zhang Hao · China                                                              | Aliona Savchenko · Robin Szolkowy · Alemanha                                               | Utako Wakamatsu · Jean-Sebastien Fecteau · Canadá                                          |
| Nagano 2006 (detalhes)    | Shen Xue · Zhao Hongbo · China                                                             | Zhang Dan · Zhang Hao · China                                                              | Valerie Marcoux · Craig Buntin · Canadá                                                    |
| Sendai 2007 (detalhes)    | Aliona Savchenko · Robin Szolkowy · Alemanha                                               | Keauna McLaughlin · Rockne Brubaker · Estados Unidos                                       | Jessica Dubé · Bryce Davison · Canadá                                                      |
| Tóquio 2008 (detalhes)    | Pang Qing · Tong Jian · China                                                              | Rena Inoue · John Baldwin · Estados Unidos                                                 | Jessica Dubé · Bryce Davison · Canadá                                                      |
| Nagano 2009 (detalhes)    | Pang Qing · Tong Jian · China                                                              | Yuko Kavaguti · Alexander Smirnov · Rússia                                                 | Rena Inoue · John Baldwin · Estados Unidos                                                 |
| Nagoya 2010 (detalhes)    | Pang Qing · Tong Jian · China                                                              | Vera Bazarova · Yuri Larionov · Rússia                                                     | Narumi Takahashi · Mervin Tran · Japão                                                     |
| Saporo 2011 (detalhes)    | Yuko Kavaguti · Alexander Smirnov · Rússia                                                 | Narumi Takahashi · Mervin Tran · Japão                                                     | Aliona Savchenko · Robin Szolkowy · Alemanha                                               |
| Sendai 2012 (detalhes)    | Vera Bazarova · Yuri Larionov · Rússia                                                     | Kirsten Moore-Towers · Dylan Moscovitch · Canadá                                           | Marissa Castelli · Simon Shnapir · Estados Unidos                                          |
| Tóquio 2013 (detalhes)    | Tatiana Volosozhar · Maxim Trankov · Rússia                                                | Peng Cheng · Zhang Hao · China                                                             | Sui Wenjing · Han Cong · China                                                             |
| Osaka 2014 (detalhes)     | Meagan Duhamel · Eric Radford · Canadá                                                     | Yuko Kavaguti · Alexander Smirnov · Rússia                                                 | Yu Xiaoyu · Jin Yang · China                                                               |
| Nagano 2015 (detalhes)    | Meagan Duhamel · Eric Radford · Canadá                                                     | Yu Xiaoyu · Jin Yang · China                                                               | Alexa Scimeca · Chris Knierim · Estados Unidos                                             |
| Saporo 2016 (detalhes)    | Meagan Duhamel · Eric Radford · Canadá                                                     | Peng Cheng · Jin Yang · China                                                              | Wang Xuehan · Wang Lei · China                                                             |
| Osaka 2017 (detalhes)     | Sui Wenjing · Han Cong · China                                                             | Ksenia Stolbova · Fedor Klimov · Rússia                                                    | Kristina Astakhova · Alexei Rogonov · Rússia                                               |
| Hiroshima 2018 (detalhes) | Natalia Zabiiako · Alexander Enbert · Rússia                                               | Peng Cheng · Jin Yang · China                                                              | Alexa Scimeca Knierim · Chris Knierim · Estados Unidos                                     |
| Referências:              |                                                                                            |                                                                                            |                                                                                            |

### Dança no gelo
| Evento                    | Ouro                                                                                       | Prata                                                                                      | Bronze                                                                                     |
| Tóquio 1979 (detalhes)    | Irina Moiseyeva · Andrei Minenkov · União Soviética                                        | Jayne Torvill · Christopher Dean · Reino Unido                                             | Natalia Karamisheva · Rostislav Sinitcin · União Soviética                                 |
| Saporo 1980 (detalhes)    | Carol Fox · Richard Dalley · Estados Unidos                                                | Karen Barber · Nicholas Slater · Reino Unido                                               | Lillian Heming · Murray Carey · Reino Unido                                                |
| Kobe 1981 (detalhes)      | Karen Barber · Nicholas Slater · Reino Unido                                               | Natalia Karamisheva · Rostislav Sinitcin · União Soviética                                 | Jana Berankova · Jan Bartak · Tchecoslováquia                                              |
| Tóquio 1982 (detalhes)    | Elena Batanova · Alexei Soloviev · União Soviética                                         | Carol Fox · Richard Dalley · Estados Unidos                                                | Wendy Sessions · Stephen Williams · Reino Unido                                            |
| Saporo 1983               | Competição realizada como Campeonato Mundial Júnior de Patinação Artística no Gelo de 1984 | Competição realizada como Campeonato Mundial Júnior de Patinação Artística no Gelo de 1984 | Competição realizada como Campeonato Mundial Júnior de Patinação Artística no Gelo de 1984 |
| Tóquio 1984 (detalhes)    | Karen Barber · Nicholas Slater · Reino Unido                                               | Elena Batanova · Alexei Soloviev · União Soviética                                         | Kelly Johnson · John Thomas · Canadá                                                       |
| Kobe 1985 (detalhes)      | Marina Klimova · Sergei Ponomarenko · União Soviética                                      | Karyn Garossino · Rod Garossino · Canadá                                                   | Sharon Jones · Paul Askham · Reino Unido                                                   |
| Tóquio 1986 (detalhes)    | Natalya Bestemyanova · Andrey Bukin · União Soviética                                      | Suzanne Semanick · Scott Gregory · Estados Unidos                                          | Kethrin Beck · Christoff Beck · Áustria                                                    |
| Kushiro 1987 (detalhes)   | Natalya Bestemyanova · Andrey Bukin · União Soviética                                      | Svetlana Liapina · Gorsha Sur · União Soviética                                            | Susan Wynne · Joseph Druar · Estados Unidos                                                |
| Tóquio 1988 (detalhes)    | Marina Klimova · Sergei Ponomarenko · União Soviética                                      | Maya Usova · Alexander Zhulin · União Soviética                                            | April Sargent · Russ Witherby · Estados Unidos                                             |
| Kobe 1989 (detalhes)      | Marina Klimova · Sergei Ponomarenko · União Soviética                                      | Oksana Grishuk · Evgeny Platov · União Soviética                                           | Jo-Anne Borlase · Martin Smith · Canadá                                                    |
| Asahikawa 1990 (detalhes) | Maya Usova · Alexander Zhulin · União Soviética                                            | Klara Engi · Attila Toth · Hungria                                                         | Stefania Calegari · Pasquale Camerlengo · Itália                                           |
| Hiroshima 1991 (detalhes) | Maya Usova · Alexander Zhulin · União Soviética                                            | Oksana Grishuk · Evgeny Platov · União Soviética                                           | Stefania Calegari · Pasquale Camerlengo · Itália                                           |
| Tóquio 1992 (detalhes)    | Maia Usova · Alexander Zhulin · Rússia                                                     | Anjelika Krylova · Vladimir Fedorov · Rússia                                               | Sophie Moniotte · Pascal Lavanchy · França                                                 |
| Chiba 1993 (detalhes)     | Oksana Grishuk · Evgeny Platov · Rússia                                                    | Irina Romanova · Igor Yaroshenko · Ucrânia                                                 | Aliki Stergiadu · Juris Razguliaiev · Uzbequistão                                          |
| Morioka 1994 (detalhes)   | Sophie Moniotte · Pascal Lavanchy · França                                                 | Tatiana Navka · Samvel Gezalian · Bielorrússia                                             | Marina Anissina · Gwendal Peizerat · França                                                |
| Nagoya 1995 (detalhes)    | Marina Anissina · Gwendal Peizerat · França                                                | Shae-Lynn Bourne · Viktor Kraatz · Canadá                                                  | Anna Semanovich · Vladimir Fedorov · Rússia                                                |
| Osaka 1996 (detalhes)     | Sophie Moniotte · Pascal Lavanchy · França                                                 | Marina Anissina · Gwendal Peizerat · França                                                | Irina Romanova · Igor Yaroshenko · Ucrânia                                                 |
| Nagano 1997 (detalhes)    | Pasha Grishuk · Evgeny Platov · Rússia                                                     | Shae-Lynn Bourne · Viktor Kraatz · Canadá                                                  | Barbara Fusar-Poli · Maurizio Margaglio · Itália                                           |
| Saporo 1998 (detalhes)    | Marina Anissina · Gwendal Peizerat · França                                                | Irina Lobacheva · Ilia Averbukh · Rússia                                                   | Margarita Drobiazko · Povilas Vanagas · Lituânia                                           |
| Nagoya 1999 (detalhes)    | Marina Anissina · Gwendal Peizerat · França                                                | Irina Lobacheva · Ilia Averbukh · Rússia                                                   | Margarita Drobiazko · Povilas Vanagas · Lituânia                                           |
| Asahikawa 2000 (detalhes) | Marina Anissina · Gwendal Peizerat · França                                                | Margarita Drobiazko · Povilas Vanagas · Lituânia                                           | Kati Winkler · Rene Lohse · Alemanha                                                       |
| Kumamoto 2001 (detalhes)  | Marina Anissina · Gwendal Peizerat · França                                                | Margarita Drobiazko · Povilas Vanagas · Lituânia                                           | Albena Denkova · Maxim Staviski · Bulgária                                                 |
| Quioto 2002 (detalhes)    | Irina Lobacheva · Ilia Averbukh · Rússia                                                   | Kati Winkler · Rene Lohse · Alemanha                                                       | Galit Chait · Sergei Sakhanovsky · Israel                                                  |
| Asahikawa 2003 (detalhes) | Albena Denkova · Maxim Staviski · Bulgária                                                 | Elena Grushina · Ruslan Goncharov · Ucrânia                                                | Galit Chait · Sergei Sakhanovsky · Israel                                                  |
| Nagoya 2004 (detalhes)    | Albena Denkova · Maxim Staviski · Bulgária                                                 | Tatiana Navka · Roman Kostomarov · Rússia                                                  | Isabelle Delobel · Olivier Schoenfelder · França                                           |
| Osaka 2005 (detalhes)     | Marie-France Dubreuil · Patrice Lauzon · Canadá                                            | Albena Denkova · Maxim Staviski · Bulgária                                                 | Anastasia Grebenkina · Vazgen Azrojan · Armênia                                            |
| Nagano 2006 (detalhes)    | Marie-France Dubreuil · Patrice Lauzon · Canadá                                            | Jana Khokhlova · Sergei Novitski · Rússia                                                  | Melissa Gregory · Denis Petukhov · Estados Unidos                                          |
| Sendai 2007 (detalhes)    | Isabelle Delobel · Olivier Schoenfelder · França                                           | Tessa Virtue · Scott Moir · Canadá                                                         | Jana Khokhlova · Sergei Novitski · Rússia                                                  |
| Tóquio 2008 (detalhes)    | Federica Faiella · Massimo Scali · Itália                                                  | Nathalie Péchalat · Fabian Bourzat · França                                                | Emily Samuelson · Evan Bates · Estados Unidos                                              |
| Nagano 2009 (detalhes)    | Meryl Davis · Charlie White · Estados Unidos                                               | Sinead Kerr · John Kerr · Reino Unido                                                      | Vanessa Crone · Paul Poirier · Canadá                                                      |
| Nagoya 2010 (detalhes)    | Meryl Davis · Charlie White · Estados Unidos                                               | Kaitlyn Weaver · Andrew Poje · Canadá                                                      | Maia Shibutani · Alex Shibutani · Estados Unidos                                           |
| Saporo 2011 (detalhes)    | Maia Shibutani · Alex Shibutani · Estados Unidos                                           | Kaitlyn Weaver · Andrew Poje · Canadá                                                      | Elena Ilinykh · Nikita Katsalapov · Rússia                                                 |
| Sendai 2012 (detalhes)    | Meryl Davis · Charlie White · Estados Unidos                                               | Elena Ilinykh · Nikita Katsalapov · Rússia                                                 | Maia Shibutani · Alex Shibutani · Estados Unidos                                           |
| Tóquio 2013 (detalhes)    | Tatiana Volosozharg · Maxim Trankov · Rússia                                               | Peng Cheng · Zhang Hao · China                                                             | Sui Wenjing · Han Cong · China                                                             |
| Tóquio 2013 (detalhes)    | Meryl Davis · Charlie White · Estados Unidos                                               | Anna Cappellini · Luca Lanotte · Itália                                                    | Maia Shibutani · Alex Shibutani · Estados Unidos                                           |
| Osaka 2014 (detalhes)     | Kaitlyn Weaver · Andrew Poje · Canadá                                                      | Ksenia Monko · Kirill Khaliavin · Rússia                                                   | Kaitlin Hawayek · Jean-Luc Baker · Estados Unidos                                          |
| Nagano 2015 (detalhes)    | Maia Shibutani · Alex Shibutani · Estados Unidos                                           | Ekaterina Bobrova · Dmitri Soloviev · Rússia                                               | Madison Hubbell · Zachary Donohue · Estados Unidos                                         |
| Saporo 2016 (detalhes)    | Tessa Virtue · Scott Moir · Canadá                                                         | Gabriella Papadakis · Guillaume Cizeron · França                                           | Anna Cappellini · Luca Lanotte · Itália                                                    |
| Osaka 2017 (detalhes)     | Tessa Virtue · Scott Moir · Canadá                                                         | Madison Hubbell · Zachary Donohue · Estados Unidos                                         | Anna Cappellini · Luca Lanotte · Itália                                                    |
| Hiroshima 2018 (detalhes) | Kaitlin Hawayek · Jean-Luc Baker · Estados Unidos                                          | Tiffany Zahorski · Jonathan Guerreiro · Rússia                                             | Rachel Parsons · Michael Parsons · Estados Unidos                                          |
| Referências:              |                                                                                            |                                                                                            |                                                                                            |